# Robert Lahti
Johan Robert Lahti, född 1965 i Luleå, är en svensk före detta ishockeydomare och huvuddomare. Dömde arton säsonger i Elitserien innan han bestämde sig för att satsa på sin civila karriär.
Luleå Hockeys sportchef Hans Chrunak fick år 2007 sparken efter att i samband med en match ha sagt om Lathi att "egentligen borde man åka fram och hosta på honom så att han blir sjuk och dör" (vid tidpunkten för uttalandet var Chrunak förkyld). Bråket slutade med att Hans Chrunak sa upp sig som klubbdirektör.